# Langage, langues et cultures d'Afrique
Vous pouvez aider à l'améliorer ou bien discuter des problèmes sur sa page de discussion.
- Il ne s’appuie pas, ou pas assez, sur des sources secondaires ou tertiaires. (Marqué depuis décembre 2021)

- Archive Wikiwix
- Bing
- Cairn
- DuckDuckGo
- E. Universalis
- Gallica
- Google
- G. Books
- G. News
- G. Scholar
- Persée
- Qwant
- (zh) Baidu
- (ru) Yandex
- (wd) trouver des œuvres sur Wikidata

Le laboratoire Langage, langues et cultures d'Afrique (LLACAN), anciennement le laboratoire Langage, langues et cultures d’Afrique Noire, est une unité mixte de recherche (UMR 8135) sous tutelle du Centre national de la recherche scientifique (CNRS), de l'Institut national des langues et civilisations orientales (Inalco) et de l'EPHE. 
Le laboratoire Langage, Langues et Cultures d’Afrique (LLACAN, UMR 8135) a été créé en mai 1994. Il s'organise autour de plusieurs domaines de la linguistique et de la littérature : analyse grammaticale, typologie, comparatisme, typologie et reconstruction, littératures (orale et écrite) en langues africaines. 
La plupart des chercheurs travaillent sur le terrain pour récolter eux-mêmes les données linguistiques et les corpus de littérature, s'attachent à un retour systématique vers les communautés et à proposer des outils à l'usage de tous - notamment ces dernières années des dictionnaires pour smartphone (pour voir la liste des dictionnaires disponibles, il suffit de taper "LLACAN" sur Google Play).

## Familles de langues étudiées
De nombreuses familles de langues sont (ou ont été) étudiées au sein du LLACAN, notamment :
- Langues nigéro-congolaises
- Langues nilo-sahariennes
- Langues afro-asiatiques
- Créoles

## Membres
Chercheurs:
- Pius Wuch Akumbu
- Sandra Bornand
- Pascal Boyeldieu[4]
- Bernard Caron
- Louise Esher
- Rozenn Guérois
- Dmitry Idiatov[5]
- Nicolas Quint
- Stéphane Robert
- Paulette Roulon-Doko
- Guillaume Segerer[6]
- Marie-Claude Simeone-Senelle
- Henry Tourneux
- Yvonne Treis
- Mark Van de Velde
- Martine Vanhove

Enseignants-Chercheurs:
- Nicolas Aubry
- Mélanie Bourlet
- Alice Chaudemanche
- Amina Mettouchi
- Ronny Meyer
- Loïc-Michel Perrin
- Konstantin Pozdniakov (en)[7]
- Claude Rilly
- Valentin Vydrin (en)

Anciens membres - fondateurs:
- Emilio Bonvini
- Raymond Boyd[9],[10],[11]
- France Cloarec-Heiss
- Alain Delplanque
- Jean Derive
- Gérard Dumestre
- Véronika Görög-Karady
- Yves Moñino[12]
- Pierre Nougayrol
- Michka Sachnine
- Christiane Seydou